# Nova Roma do Sul
Nova Roma do Sul é um município brasileiro do estado do Rio Grande do Sul.

## Cidade bilíngue
Em 2015 a língua talian foi cooficializada no município.

## Religião
Nova Roma do Sul é uma das cidades mais católicas do Brasil. No censo de 2000, 100% de seus habitantes disseram seguir essa denominação cristã.

## Cidades-irmãs
- Cavaion Veronese, Verona, Itália [8]